# Ламин Ямал
Ламѝн Ямàл Насрауи Ебана (на испански: Lamine Yamal Nasraoui Ebana) е испански футболист, който играе като крило за ФК „Барселона“ и националния отбор на Испания.
Ямал е признат за един от най-перспективните футболисти на своето поколение. Той е най-младият играч в историята, който дебютира и отбелязва гол с испанския национален отбор (16 години и 57 дни) и в испанската Първа дивизия (16 години и 87 дни). През 2024 г. Ямал е става най-младият играч, който е дебютирал на Европейско първенство (16 години и 338 дни) и който е отбелязал гол (16 години и 362 дни). Ямал е и най-младия голмайстор в Ел Класико.

## Постижения

### Отборни
Барселона
- Ла Лига (2): 2022/23, 2024/25
- Купа на краля (1): 2024/25
- Суперкупа на Испания (1): 2025

Испания
- Европейско първенство по футбол (1): 2024

### Лични
- Европейско първенство на УЕФА Млад играч на турнира: 2024
- Европейско първенство на УЕФА Гол на турнира: 2024
- Европейско първенство на УЕФА Отбор на турнира: 2024
- Най-добър подавач на Европейското първенство на УЕФА (4 асистенции):2024
- Награда на Tuttosport "The Youngest": 2023/2024/2025

- Голмайстор на Европейско първенство U17: 2023
- Европейско първенство на УЕФА до 17 г. Отбор на турнира: 2023
- Млад играч на сезона в Ла Лига: 2023/24[6]
- Млад играч на годината от Globe Soccer Awards: 2024[7]
- Гол на месеца в Ла Лига: март 2024[8]
- Млад играч на месеца в Ла Лига: август 2023[9]; август 2024

## Рекорди
- Най-младият голмайстор в историята на испанския национален отбор: 16 години и 57 дни
- Най-младият дебютант в историята на испанския национален отбор: 16 години и 57 дни
- Най-младият титуляр на Испания: 16 години и 62 дни
- Най-младият играч, титуляр в мач от испанското първенство: 16 години и 38 дни
- Най-младият голмайстор в историята на испанската лига: 16 години и 87 дни
- Най-младият играч, участвал в Ел Класико: 16 години и 107 дни
- Най-младият играч дал асистенция в историята на Шампионската лига на УЕФА: 16 години и 153 дни
- Най-младият голмайстор в историята на Суперкупата на Испания: 16 години и 182 дни[10]
- Най-младият играч в историята на европейските първенства: 16 години и 338 дни
- Най-младият голмайстор с асистенция в историята на европейските първенства: 16 години и 338 дни
- Най-младият голмайстор в историята на европейските първенства: 16 години и 362 дни.[5]